# Jonathan Richards
Jonathan Richards (Birmingham, 31 de marzo de 1954) es un deportista británico que compitió en vela en la clase Flying Dutchman. Participó en los Juegos Olímpicos de Los Ángeles 1984, obteniendo una medalla de bronce en la clase Flying Dutchman.

## Palmarés internacional
| Juegos Olímpicos | Juegos Olímpicos             | Juegos Olímpicos  | Juegos Olímpicos |
| Año              | Lugar                        | Medalla           | Clase            |
| ---------------- | ---------------------------- | ----------------- | ---------------- |
| 1984             | Los Ángeles (Estados Unidos) | Medalla de bronce | Flying Dutchman  |